# Oleksandr Klymenko
Oleksandr Klymenko (em ucraniano: Олександр Клименко; Kiev, 27 de março de 1970 — Kiev, 7 de março de 2000) foi um atleta ucraniano que representou, sucessivamente, a União Soviética, a Equipe Unificada da CEI e a Ucrânia em provas internacionais de lançamento do peso.

## Biografia
Despontou muito cedo na carreira internacional, tendo sido Campeão Europeu de Juniores em 1989 e Campeão Mundial Universitário em 1991 e 1993.
Participou nos Jogos Olímpicos de Barcelona, em 1992, representando a Comunidade de Estados Independentes, criada após a desagregação da União Soviética. Nestas Olimpíadas, Klymenko acabava em oitavo lugar na final, com um arremesso de 20.23 m. Quatro anos depois, nos Jogos de Atlanta 1996, chegaria novamente à final, mas faria três ensaios nulos sem qualquer marca válida.
O seu maior sucesso desportivo, foi o título de Campeão Europeu de 1994, obtido em Helsínquia com uma marca de 20.78 m, próxima do seu recorde pessoal de 20.84 m conseguido em 1992.
Três semanas antes de completar 30 anos, Klymenko foi atingido mortalmente por quatro tiros num incidente de contornos pouco claros. Por essa altura, o atleta trabalhava como vendedor de automóveis. Mais de 300 atletas, técnicos e amigos participram no seu funeral.